# Samtgemeinde Lengerich
La comunità amministrativa di Lengerich (Samtgemeinde Lengerich) si trova nel circondario dell'Emsland nella Bassa Sassonia, in Germania.

## Suddivisione
Comprende 6 comuni:
1. Bawinkel
2. Gersten
3. Handrup
4. Langen
5. Lengerich
6. Wettrup

Il capoluogo è Lengerich.